# Continent Air Paris
Continent Air Paris (CAP Airlines) était une compagnie d'aviation française spécialisée dans le transport charter de passagers , la location d'avions avec équipage ou le fret avec sa filiale CAP Cargo Airlines et dont le siège social était sur Garonor à Aulnay-sous-Bois en Seine-Saint-Denis.

## Histoire
Fondée en 1993 par Xavier Dôme, pilote de ligne et Eric Chambard, pilote de ligne également et ancien journaliste ainsi que Laurent Clary, cette compagnie aérienne française Continent Air Paris opérait dès le début d'année de 1995 pour plusieurs compagnies aériennes dont  Air France, Air Liberté, Régional, Air One, Easyjet ou encore Corsair, soit en location d'avion avec équipage ACMI ou en contrat charter passagers.
La base opérationnelle était l'aéroport de Marseille. 
En 1995, CAP Cargo Airlines, filiale fret de CAP volait en ATR 42 (capacité de fret de 40 m), loué à Brit Air pour Extand (aujourd'hui GLS France), transporteur express de petits colis, filiale de Calberson (groupe SNCF), premier gros client, entre Roissy et Avignon tous les soirs.
Faute de capitaux, CAP Airlines fait faillite fin 1997 après cinq ans d'exploitation.
Xavier Dôme, Eric Chambard et René Lapautre (ex-Président d'UTA) créeront par la suite la compagnie FlyEco (code IATA : 2L, code OACI : FLO), une nouvelle compagnie aérienne à bas coûts basée à Nîmes et détenteur de 3 Boeing 737-300 pour assurer des vols au départ de Beauvais et Pontoise-Cormeilles vers Brest, Toulouse, Perpignan, Nîmes, Biarritz ou Charleroi.

## Réseau

Logo de la filiale fret CAP Cargo Airlines

- Palma de Majorque (Charter)
- Paris/Roissy - Avignon (Fret)[9]
- Corse (Fret)

## Flotte

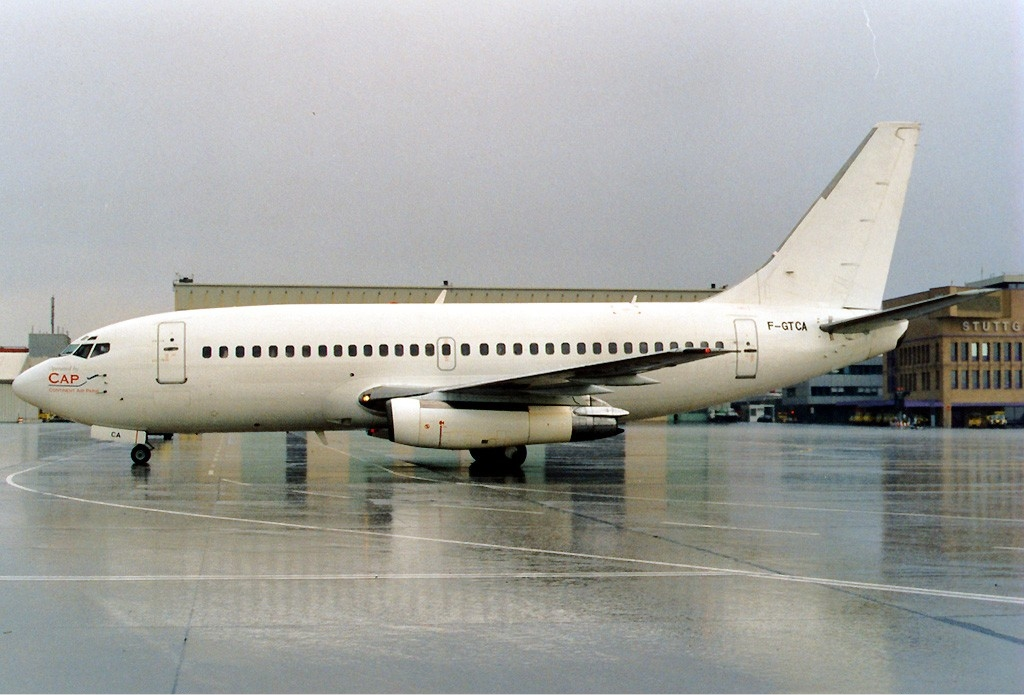
Boeing 737-200 F-GTCA de CAP Airlines en 1997 à Stuttgard

La flotte de CAP Airlines était composée de:
- Boeing 727-200 immatriculé ZS-OAZ[10],[11] (→ 1998), loué à Safair, une compagnie d’affrètement d’aviation générale Sud-Africaine.
- Boeing 737-210 immatriculé F-GJDL[12] loué à Euralair en 1997, le F-GGFI de chez TAT Express/La Poste[13] puis le F-GGTP devenu F-GTCA[14]  après un passage chez Holiday Airlines, compagnie Charter Turque (sous immatriculation TC-RAF)[15] .
- ATR 42-320 loué à Brit Air, immatriculé F-GHPK ou le F-GPEC[16],[17] (vu avec une livrée au nom de la société affréteur Extand[18]), avion combi passagers-fret.